# Spermacoce fruticosa
Spermacoce fruticosa är en måreväxtart som först beskrevs av Paul Carpenter Standley, och fick sitt nu gällande namn av Rafaël Herman Anna Govaerts. Spermacoce fruticosa ingår i släktet Spermacoce och familjen måreväxter.
Artens utbredningsområde är Honduras. Inga underarter finns listade i Catalogue of Life.